# Gynaecoserica bocaki
Gynaecoserica bocaki är en skalbaggsart som beskrevs av Ahrens och Fabrizi 2009. Gynaecoserica bocaki ingår i släktet Gynaecoserica och familjen Melolonthidae. Inga underarter finns listade i Catalogue of Life.